# Validität von Intelligenzmessungen
Der Zusammenhang von Intelligenz mit zahlreichen weiteren Merkmalen von Personen wird im Rahmen von Studien zur Validität von Intelligenztests untersucht. Die Messung der Intelligenz einer Person mittels Intelligenztests dient in der Differentiellen Psychologie der Grundlagenforschung (z. B. Aufdeckung von Zusammenhängen von Intelligenz und anderen Persönlichkeitsmerkmalen). In der Psychologischen Diagnostik dient dies der Fundierung diagnostischer Entscheidungen (z. B. Eignung für Bildungswege oder Berufswahl, Vorliegen einer Störung). Eine Voraussetzung dieser Nutzung ist, dass aufgrund der gemessenen Intelligenzleistung fundierte Prognosen bezüglich der weiteren Merkmale (Kriterien) möglich sind und solche Zusammenhänge im Rahmen der Grundlagenforschung empirisch nachgewiesen worden sind.
Dabei ist zu beachten, dass Korrelationstudien zunächst keine Aussagen zur Kausalität aufdecken. Mittels dieser Korrelationskoeffizienten wird die externe oder prognostische Kriteriumsvalidität üblicherweise abgeschätzt.

## Interkorrelationen der Ergebnisse verschiedener Intelligenztests
Intelligenz wird in der Psychologie nicht als eindimensionales Konstrukt aufgefasst (siehe dazu Intelligenztheorie). Es entscheidet auch der verwendete Intelligenztest, welche Aspekte der Intelligenz gemessen worden sind. Deshalb sind auch die Korrelationen mit externen Kriterien mit vom Test abhängig und die Wahl des richtigen Verfahrens gehört zu den wichtigen Aufgaben der psychologischen Diagnostik.
Für eine deutsche Stichprobe liegen zum Beispiel die Korrelationskoeffizienten des Intelligenztests CFT 20 mit anderen Intelligenztests (z. B. PSB, HAWIK, CPM, WIP) im Durchschnitt bei r = 0.64 und reichen von r = 0.57 bis r = 0.73. Die Raven Advanced Progressive Matrices (APM), welche oftmals zur sprachfreien Erfassung des Generalfaktors der Intelligenz nach dem Modell von Spearman genutzt werden, korrelieren beispielsweise mit dem Zahlen-Verbindungs-Test (ZVT) nur mit 0.33, obwohl der ZVT ebenfalls diesen Generalfaktor erfassen soll. Dieser geringe Zusammenhang lässt sich unter anderem damit erklären, dass einzelne Tests keine ausreichende Operationalisierung des Generalfaktors der Intelligenz darstellen. Wird jedoch der Zusammenhang vergleichbarer Intelligenztestleistungen untersucht, so ergeben sich fast perfekte Korrelationen.

## Intelligenz und Schul-/Berufserfolg allgemein
In seinem Buch Persönlichkeitspsychologie fasst Asendorpf verschiedene Studien zusammen und stellt fest, dass der gemessene IQ mit einer Vielzahl von Kriterien für die erfolgreiche Integration in eine Leistungsgesellschaft, in der Erfolg an erbrachten Leistungen in Ausbildung und Beruf gemessen wird, korreliert. So korreliert er etwa mit Schulnoten, Studiennoten, langfristig erreichtem Bildungsniveau und Berufsprestige.
Die folgende Tabelle gibt eine Übersicht über typische mittlere Korrelationen zwischen Intelligenztest-Ergebnissen und diesen Variablen.
| Erbrachte Leistung                                           | Korrelation |
| ------------------------------------------------------------ | ----------- |
| Mittlere Note in der Grundschule                             | 0,5         |
| Abiturnote                                                   | 0,3         |
| Abschlussnote eines universitären Studiums                   | 0,35        |
| Vom Vorgesetzten beurteilter Erfolg im Beruf                 | 0,25        |
| Höchster erreichter Bildungsabschluss im Alter von 40 Jahren | 0,7         |
| Berufsprestige im Alter von 40 Jahren (Männer)               | 0,7         |

### Intelligenz und schulischer Erfolg
Die Korrelationen zwischen gemessener Intelligenz und dem Urteil des Lehrers über das intellektuelle Niveau des Schülers sind im Vergleich zu den ansonsten in der Psychologie üblichen Korrelationen extrem hoch und betragen etwa 0.60. Dieses Phänomen ist größtenteils dadurch bedingt, dass dieses Urteil des Lehrers eines der zwei wesentlichen Kriterien ist, an denen Intelligenztests validiert werden (das zweite sind die Schulnoten). Intelligenztests erfassen aus dem gesamten Spektrum der menschlichen Begabungen vor allem diejenigen, die es einem Individuum ermöglichen, schulisch erfolgreich zu sein.
Da Intelligenztests unter anderem an Schulnoten validiert werden, sind sie gute Prädiktoren für die Schulleistung.
Die Korrelationen zwischen Intelligenz und Schulerfolg gehören zu den höchsten in der psychologischen Diagnostik.
Eine hohe Korrelation bedeutet keinesfalls, dass die Schulleistung zu 100 % durch den IQ determiniert ist. Am Beispiel des Intelligenztest I-S-T 2000 kann gezeigt werden, wie hoch der IQ mit den verschiedenen Schulleistungen korreliert. Das Beispiel bezieht sich auf deutsche und Schweizer Schüler und Schülerinnen. Ähnliche Ergebnisse können jedoch auch in anderen Ländern gefunden werden:
| Note       | Korrelation zwischen Note und Testleistungen im I-S-T-2000                               |
| ---------- | ---------------------------------------------------------------------------------------- |
| Deutsch    | 0.46 (a) (Die Korr. bezieht sich nur auf Skalen zur Messung der verbalen Intelligenz)    |
| Geographie | 0.38 (b)                                                                                 |
| Physik     | 0.36 (b)                                                                                 |
| Mathematik | 0.35 (a) (Die Korr. bezieht sich nur auf Skalen zur Messung der numerischen Intelligenz) |
| Geschichte | 0.34 (b)                                                                                 |
| Englisch   | 0.20 (b)                                                                                 |

In den PISA-Studien wurde neben der Leistung auch die „Problemlösekompetenz“ untersucht. Die Problemlösekompetenz ist eine fächerübergreifende Kompetenz. Sie bezeichnet die Fähigkeit, schlussfolgernd zu denken, zu analysieren, Zusammenhänge zu erkennen und Ideen gegeneinander abzuwägen. Sie ist der Intelligenz sehr ähnlich. Die Problemlösekompetenz wird für alle Fächer benötigt. Jugendliche aus den unteren sozialen Schichten haben in der Regel eine geringere Problemlösekompetenz (Intelligenz) als Jugendliche aus den oberen Schichten. Doch auch bei gleicher Problemlösekompetenz erreichen Jugendliche aus unteren sozialen Schichten eine geringere Fachkompetenz und gehen seltener auf das Gymnasium. Siehe auch: Auswertung der PISA-Studien: Einfluss des sozialen Hintergrunds
Zudem konnte 1990 belegt werden, dass die Intelligenz bei Mädchen stärker mit den Schulnoten korreliert als bei Knaben. Dies ist anscheinend deswegen so, weil Jungen weniger in den schulischen Betrieb integriert sind und mehr außerschulischen Interessen nachgehen.
Laut Jens Asendorpf korreliert das Bildungsniveau (höchster erreichter Schulabschluss im Alter von 40 Jahren, vom Sonderschulabschluss bis zum Doktortitel) zu 0.70 mit dem IQ. Dass die Intelligenz stärker mit dem Bildungsniveau korreliert als mit Einzelnoten wird darauf zurückgeführt, dass eine einzelne Note stark durch einen einzelnen Lehrer bestimmt wird. Das Bildungsniveau wird jedoch durch alle Zeugnisse, also die Noten aller Lehrer bestimmt. Somit sind die Daten hier höher aggregiert.
Lewis M. Terman verfolgte die Lebenswege von 1.528 Hochbegabten. Er stellte fest, dass Hochbegabte sich meist sehr positiv entwickeln (mehr dazu unter Terman-Studie). Joel. N. Shurkin hat in seinem Buch „Terman’s Kids: The Groundbreaking Study of How the Gifted Grow Up“ die Ergebnisse von Terman kritisiert. Auch das Marburger Hochbegabtenprojekt beschäftigte sich mit dieser Bevölkerungsgruppe. Die Forscher des MHP kamen zu folgendem Schluss: „Zusammenfassend können damit die Hochbegabten als im Schulsystem gut integriert und schulisch erfolgreich sowie sozial unauffällig, psychisch besonders stabil und selbstbewusst charakterisiert werden.“

### Intelligenz und Erfolg an der Universität und bei der betrieblichen Ausbildung
Bei einer Metastudie, welche sechs andere Studien zusammenfasste, konnte festgestellt werden, dass es einen Zusammenhang zwischen IQ und Ausbildungs-/Studienerfolg gibt. Intelligente Leute sind erfolgreicher. Die durchschnittliche Korrelation lag bei 0,44.

### Intelligenz und beruflicher Erfolg
Intelligenz steht in einem signifikanten Zusammenhang mit beruflichem Erfolg. Allerdings sind daneben noch weitere Faktoren zu berücksichtigen – wie etwa Expertenwissen.
Laut etwas älteren amerikanischen Studien wird der berufliche Erfolg (gemessen am Berufsstatus) am stärksten durch die Leistungsmotivation bestimmt (Korrelation: 0.43), am zweitmeisten durch den IQ (Korrelation: 0.33) und an dritter Stelle durch die soziale Herkunftsschicht (Korrelation: 0.23).
Zu beachten ist, dass diese Variablen untereinander unterschiedlich stark korrelieren können. Beispielsweise korrelierten in einer Untersuchung bei Kindern Intelligenz und Leistungsmotivation bei Arbeiterjungen signifikant stärker als bei Jungen aus der Mittelschicht (0.4 vs. 0.17). Eine Erklärung dafür könnte sein, dass sich Lehrer intelligenten Arbeiterkindern allgemein stärker zuwenden als weniger kompetenten Arbeiterkindern. Ferner könnte die erlebte Differenz zwischen niedrigem sozialen Status und hoher Kompetenz für einen weiteren Antrieb sorgen. Es ist dann aber insgesamt zu erwarten, dass intelligente Arbeiterkinder eine höhere Leistungsmotivation aufweisen als ähnlich intelligente Kinder aus der Mittelschicht. Möglicherweise bleiben diese Unterschiede bis ins Erwachsenenalter erhalten.
Andere Studien kommen zu dem Ergebnis, dass das Prestige des ausgeübten Berufes mit circa 0.57 bis 0.71 mit dem IQ korreliert.
Zwar konnte gezeigt werden, dass der berufliche Status (gleich, ob man ihn über das Einkommen oder das Berufsprestige definiert) mit dem IQ hoch korreliert; doch der Schluss, dass ein hoher IQ direkt zu einer steilen Karriere führt, wäre voreilig. Möglicherweise ist nicht der IQ selbst, sondern der Erfolg an Schule und Hochschule die Eintrittskarte ins erfolgreiche Berufsleben. Der IQ würde dann (dadurch, dass er mit dem Schulerfolg korreliert) die Höhe der Einstiegsposition nur indirekt vorhersagen. Nach dem Berufseinstieg hängt es von der Art der ausgeübten Tätigkeit ab, ob der IQ mit dem Berufserfolg korreliert. Relativ hohe Korrelationen von 0.47 liegen nur für Akademiker vor. Im Handwerk zeigen sich geringe Korrelationen von 0.00 bis 0.19. Es gibt sogar negative Korrelation zwischen IQ-Test-Leistungen und solchen Berufsleistungen, die in erster Linie das einfache Wiederholen von Arbeitsvorgängen erfordern. Dies kann als Indiz dafür gedeutet werden, dass ein hoher IQ ein Handicap bei der Ausübung von einfachen Routinetätigkeiten ist. Je mehr akademische Anforderungen ein Beruf stellt, desto höher fallen die Korrelationen aus. Deswegen korrelieren IQ-Werte auch stärker mit den Leistungen in beruflichen Ausbildungsprogrammen als später mit der Leistung im Beruf selbst.
Es gibt bestimmte Mindest-IQ-Werte unterhalb derer gewisse Berufe mit hohem Status nicht ausgeübt werden können. Umgekehrt gibt es jedoch in Berufen mit niedrigem Status Personen mit hohem IQ. Gründe hierfür sind mangelnde Leistungsmotivation, familiäre Verhältnisse, unterschiedliche Zielsetzungen oder individuelle Lebensumstände.
Eine Studie von Stephen J. Ceci (1996) unter der Fragestellung „What is better, to be rich or to be smart?“ zeigte, dass zumindest in den USA die soziale Herkunft einen sehr viel stärkeren Einfluss auf das später erzielte Einkommen hatte als die Intelligenz.

## Intelligenz und „assortative Paarung“ (Partnerwahl)
Es lässt sich feststellen, dass Menschen dazu neigen, sich einen Partner mit ähnlichen akademischen Fähigkeiten und ähnlicher Intelligenz zu wählen. So korrelierten bei einer Studie die Fähigkeiten von Ehepartnern im Bereich Lesen, Rechtschreibung und Rechnen, die Größe des Wortschatzes der Ehepartner und der Verbal-IQ und Gesamt-IQ der beiden Ehepartner miteinander (siehe auch Assortative Paarung).

## Intelligenz und Erbkrankheiten
Bestimmte Erbkrankheiten sind in Familien von intelligenten Personen besonders häufig:
Das Tay-Sachs-Syndrom ist ein Beispiel dafür. Das Syndrom wird durch eine Mutation auf Chromosom 15, Locus 15q23-24 ausgelöst. Wer zwei defekte Kopien dieses Gens hat, erkrankt am Tay-Sachs-Sydrom. Es kommt daher beim Krankheitsverlauf zu fortschreitendem Abbau kognitiver Fähigkeiten (Abbau der Intelligenz) und zum Verlust der Bewegungs- und Sehfähigkeit. Die Krankheit führt noch im Kindesalter zum Tode. Es ist verwunderlich, dass eine derartige Krankheit im Verlauf der Menschheitsgeschichte noch nicht ausgestorben ist. Der Grund scheint der zu sein, dass Personen die nur ein defektes Gen haben, intelligenter sind als Leute mit zwei gesunden Genen.
Die Literatur zum Zusammenhang zwischen IQ und Schizophrenie ist widersprüchlich. Schizophrenie scheint bei Menschen mit durchschnittlicher Intelligenz eher selten zu sein. Einerseits tragen Menschen mit unterdurchschnittlicher Intelligenz und Schulschwierigkeiten ein erhöhtes Risiko, an Schizophrenie zu erkranken. Andererseits scheint die Krankheit mathematisch hochbegabte Leute und ihre Familien besonders häufig zu treffen. Das COMT-Gen wird als mitverantwortliches Gen bei der Schizophrenie angesehen. Gleichzeitig konnten Zusammenhänge zwischen Polymorphismen des Comt-Gens rs 165599 und der Leistung auf IQ-Tests nachgewiesen werden.
Die Forschung zu diesem Thema steckt noch in den Kinderschuhen, und die wissenschaftlichen Ergebnisse sind noch keinesfalls gesichert.

## Intelligenz und Kurzsichtigkeit
Verschiedene Studien zeigten eine Korrelation zwischen IQ und Kurzsichtigkeit. Im Schnitt schaffen Kurzsichtige etwa 7 bis 9 Punkte mehr beim IQ-Test als Normalsichtige. Hochbegabte sind ganz besonders oft kurzsichtig. Eine Studie an 157.748 israelischen Rekruten kam zu dem Ergebnis, dass von den Menschen mit dem niedrigsten IQ 8 % kurzsichtig waren, in der Gruppe mit dem höchsten IQ dagegen 27,3 %.

## Weitere Befunde
Es existieren viele weitere Studien, die Zusammenhänge zwischen Intelligenz und weiteren Merkmalen einer Person feststellen. So rauchen Personen mit einem niedrigen IQ häufiger und sind häufiger delinquent als Personen mit einem höheren IQ. Weniger intelligente Menschen haben eine kürzere Lebenserwartung als intelligente Personen. Einer der Gründe für eine kürzere Lebenserwartung könne eine verlängerte Reaktionszeit sein; diese könne zum Beispiel dazu führen, dass weniger intelligente Personen häufiger im Straßenverkehr verunglücken. Zudem begehen weniger intelligente Menschen häufiger Suizid. Des Weiteren erbrachten verschiedene Studien unabhängig voneinander, dass Menschen mit einer ausgeprägten Neigung zu linksliberalen und zu atheistischen Ansichten einen um mehr als 10 Punkte höheren IQ aufweisen als Personen, die sich als ausgeprägt konservativ einschätzen.
Intelligenz korreliert positiv mit Resilienz.